# Martine Moïse
Martine Marie Étienne Moïse (5 de junho de 1974) é a ex-primeira-dama do Haiti e viúva do falecido presidente Jovenel Moïse. Ela serviu como primeira-dama do país de fevereiro de 2017 até o assassinato de seu marido em 7 de julho de 2021. Foi gravemente ferida no mesmo ataque em sua casa em Pétion-Ville e transferida para Miami para tratamentos.

## Biografia
Moïse nasceu Martine Marie Étienne Joseph em 5 de junho de 1974, em Porto Príncipe, Haiti. Ela completou seus estudos de ensino fundamental e médio na Roger Anglade School em Porto Príncipe em 1993. Ela então se formou em estudos de interpretação na Universidade Quisqueya em 1997.
Ela conheceu seu futuro marido, Jovenel Moïse, quando ambos eram estudantes na Universidade de Quisqueya. O casal se casou em 1996. Mais tarde naquele mesmo ano, Moïse e seu marido se mudaram para Port-de-Paix, no departamento de Nord-Ouest, com a intenção de trabalhar no desenvolvimento rural.
Durante seu mandato como primeira-dama, Moïse serviu como presidente da Fondasyon Klere Ayiti, uma organização de desenvolvimento comunitário com foco na educação cívica e nas questões femininas. Em outubro de 2017, ela se tornou presidente da coordenação do Fundo Global no Haiti - CCM, que visa aliviar o HIV/AIDS, a malária e outras doenças de saúde pública no Haiti. Moïse também defendeu novos investimentos na indústria haitiana de artes e artesanato em um esforço para impulsionar os artesãos locais.
Em 7 de julho de 2021, o Presidente Jovenel Moïse foi assassinado, enquanto a Primeira Dama Martine Moïse foi baleada e gravemente ferida durante um ataque à sua residência em Pétion-Ville. Tiros atingiram seus braços e coxa, com a mão e o abdômen gravemente feridos. Moïse foi internada no Hospital Geral de Port-au-Prince após o ataque. Ela foi levada para Miami na tarde do mesmo dia para tratamento adicional e sua ambulância aérea aterrissou no Aeroporto Executivo de Fort Lauderdale, Flórida, por volta das 15h30 EDT. Ela foi levada para o Ryder Trauma Center em Miami.